# Олексій Строєв
Олексій Іванович Строєв (рум. Aleksei Stroev (* 1886 — † 1937) — молдовський політичний діяч болгарського походження.

## Життєпис
Народився в 1886 в болгарській родині. За професією адвокат.
Після утворення МАРСР у складі Української РСР, головою Ради Народних Комісарів МАРСР обраний Григорій Старий. Водночас його помічником став адвокат Олексій Строєв.
У період між 23 квітня 1925 і 1926 перебував на посаді голови Ради Народних Комісарів МАРСР. Пішов з життя в 1937.